# Zeng Cheng
Zeng Cheng (en xinès simplificat: 曾 诚); (Wuhan, 8 de gener 1987) és un futbolista que actualment juga pel Guangzhou Evergrande a la Super Lliga xinesa.

## Carrera en clubs

### Carrera Juvenil
Zeng Cheng va començar la seva carrera com a futbolista professional en la part superior del club tier Wuhan Guanggu, no obstant això aviat va ser cedit a l'equip de futbol d'Indonèsia Persebaya Surabaya en l'inici de la temporada 2005. Al seu retorn a Wuhan, se li permetria fer el seu debut en la lliga al final de la temporada de la lliga, el 5 de novembre de 2005 en un empat 1-1 davant el Xangai Shenhua. Durant diverses temporades, Zeng Cheng jugarien suplent de Deng Xiaofei fins a Wuhan va abandonar la lliga i posteriorment va descendir en la temporada 2008 després de la gestió del club no va acceptar el càstig donat a ells per l'Associació de Futbol de la Xina després d'una renyina va esclatar durant un partit de Lliga contra el Beijing Guoan el 27 de setembre 2008.
Al començament de la temporada 2009, Zeng Cheng transferit a un altre equip de Super Lliga xinesa Henan Construction, on va ser immediatament triat com a primera opció per davant del porter existent Zhou Yajun

### Guangzhou Evergrande
L'1 de gener de 2013, juntament amb Zhao Peng i Yi Teng, Zeng transferit amb èxit a dues vegades, campions Superliga xinesa Guangzhou Evergrande. Durant la temporada 2013, Zeng es va establir com a arquer titular de Guangzhou a causa de la impressionant mostra que van impressionar gerent Marcello Lippi Al final de la temporada, Lippi acredita Zeng com "una de les millors compres de Guangzhou". Zeng va acabar la temporada 2013 només encaixar 16 gols i es va mantenir 13 fulles netes en 27 partits en la lliga. Zeng va ser en una important el que es considerava domini absolut per Guangzhou Evergrande durant la fase de grups i vuitens de final de l'AFC Champions League aquesta temporada. El 9 de novembre de 2013, Zeng va guanyar el títol continental amb el club. Guangzhou Evergrande eventualment van a guanyar la final contra FC Seül en una eliminatòria a doble partit que va acabar Guangzhou va guanyar per gols de visitant on Zeng va pronunciar per salvaments crucial, al juliol del 2016 assoliment guanyar la Copa Nacional Xina.

## Carrera internacional
A causa de les seves impressionants actuacions en el començament de la temporada 2009, va ser cridat per Gao Hongbo a la primera llista de convocats per la Selecció de futbol de la Xina. Zeng Cheng va fer el seu debut contra Iran en un amistós internacional, que la Xina va guanyar per 1-0, l'1 de juny de 2009. Després d'aquest partit, es convertiria en el segon porter titular de la selecció nacional després de Yang Zhi i es va incloure en l'equip que va guanyar el Campionat de Futbol d'Àsia Oriental abans de ser inclòs en l'equip de la Copa d'Àsia.
El 3 de juny de 2012, Zeng va ser el porter contra el campió del món i d'Europa, Espanya. A pesar que va perdre 1-0, Zeng Cheng va evitar una derrota encara pitjor. L'11 de juny de 2013, Zeng va jugar contra els Països Baixos i només va encaixar dos gols, un de penal, que el va portar a realitzar nombroses i importants atallades.